# 北緯42度線
北緯42度線（ほくい42どせん）は、地球の赤道面より北に地理緯度にして42度の角度を成す緯線。ヨーロッパ、地中海、アジア、太平洋、北アメリカ、大西洋を通過する。この緯度の下では、夏至点時の可照時間は15時間15分で、冬至点時は9時間7分である。

## 通過する国及び地域
北緯42度線は、本初子午線から東に向かって以下の場所を通っている。
| 地理座標                                               | 国土・領土・領海    | 備考 |
| ------------------------------------------------------ | ------------------- | --- |
| 北緯42度0分 東経0度0分 / 北緯42.000度 東経0.000度      | スペイン            | ジローナの北を通過 |
| 北緯42度0分 東経3度11分 / 北緯42.000度 東経3.183度     | 地中海              | |
| 北緯42度0分 東経8度39分 / 北緯42.000度 東経8.650度     | フランス            | コルシカ島 |
| 北緯42度0分 東経9度27分 / 北緯42.000度 東経9.450度     | 地中海              | ティレニア海 |
| 北緯42度0分 東経11度58分 / 北緯42.000度 東経11.967度   | イタリア            | ローマの北を通過 |
| 北緯42度0分 東経15度0分 / 北緯42.000度 東経15.000度    | 地中海              | アドリア海 |
| 北緯42度0分 東経19度9分 / 北緯42.000度 東経19.150度    | モンテネグロ        | |
| 北緯42度0分 東経19度23分 / 北緯42.000度 東経19.383度   | アルバニア          | |
| 北緯42度0分 東経20度37分 / 北緯42.000度 東経20.617度   | コソボ（ セルビア） | コソボは一部の国からしか承認されていない。コソボを承認していない国では、セルビアの一部として扱われている。 |
| 北緯42度0分 東経20度46分 / 北緯42.000度 東経20.767度   | 北マケドニア        | スコピエを通過 |
| 北緯42度0分 東経22度52分 / 北緯42.000度 東経22.867度   | ブルガリア          | |
| 北緯42度0分 東経26度56分 / 北緯42.000度 東経26.933度   | トルコ              | |
| 北緯42度0分 東経27度25分 / 北緯42.000度 東経27.417度   | ブルガリア          | |
| 北緯42度0分 東経27度51分 / 北緯42.000度 東経27.850度   | トルコ              | 約3km |
| 北緯42度0分 東経27度53分 / 北緯42.000度 東経27.883度   | ブルガリア          | |
| 北緯42度0分 東経28度2分 / 北緯42.000度 東経28.033度    | 黒海                | |
| 北緯42度0分 東経33度17分 / 北緯42.000度 東経33.283度   | トルコ              | |
| 北緯42度0分 東経33度34分 / 北緯42.000度 東経33.567度   | 黒海                | |
| 北緯42度0分 東経34度52分 / 北緯42.000度 東経34.867度   | トルコ              | |
| 北緯42度0分 東経35度7分 / 北緯42.000度 東経35.117度    | 黒海                | |
| 北緯42度0分 東経41度45分 / 北緯42.000度 東経41.750度   | ジョージア          | |
| 北緯42度0分 東経46度5分 / 北緯42.000度 東経46.083度    | ロシア              | ダゲスタン共和国 - 約2km |
| 北緯42度0分 東経46度7分 / 北緯42.000度 東経46.117度    | ジョージア          | 約3km |
| 北緯42度0分 東経46度9分 / 北緯42.000度 東経46.150度    | ロシア              | ダゲスタン共和国 |
| 北緯42度0分 東経48度20分 / 北緯42.000度 東経48.333度   | カスピ海            | |
| 北緯42度0分 東経52度27分 / 北緯42.000度 東経52.450度   | カザフスタン        | |
| 北緯42度0分 東経52度48分 / 北緯42.000度 東経52.800度   | トルクメニスタン    | |
| 北緯42度0分 東経54度51分 / 北緯42.000度 東経54.850度   | カザフスタン        | |
| 北緯42度0分 東経56度0分 / 北緯42.000度 東経56.000度    | ウズベキスタン      | |
| 北緯42度0分 東経57度10分 / 北緯42.000度 東経57.167度   | トルクメニスタン    | |
| 北緯42度0分 東経60度0分 / 北緯42.000度 東経60.000度    | ウズベキスタン      | |
| 北緯42度0分 東経66度0分 / 北緯42.000度 東経66.000度    | カザフスタン        | |
| 北緯42度0分 東経70度20分 / 北緯42.000度 東経70.333度   | ウズベキスタン      | |
| 北緯42度0分 東経70度50分 / 北緯42.000度 東経70.833度   | キルギス            | |
| 北緯42度0分 東経79度50分 / 北緯42.000度 東経79.833度   | 中華人民共和国      | 新疆ウイグル自治区 甘粛省 内モンゴル自治区 |
| 北緯42度0分 東経103度3分 / 北緯42.000度 東経103.050度  | モンゴル            | |
| 北緯42度0分 東経105度56分 / 北緯42.000度 東経105.933度 | 中華人民共和国      | 内モンゴル自治区 河北省 内モンゴル自治区 河北省 内モンゴル自治区 河北省 内モンゴル自治区 遼寧省 内モンゴル自治区 遼寧省 吉林省                                                                                       |
| 北緯42度0分 東経128度3分 / 北緯42.000度 東経128.050度  | 北朝鮮              | 白頭山を通過 |
| 北緯42度0分 東経128度29分 / 北緯42.000度 東経128.483度 | 中華人民共和国      | 吉林省 - 約8 km |
| 北緯42度0分 東経128度34分 / 北緯42.000度 東経128.567度 | 北朝鮮              | |
| 北緯42度0分 東経130度2分 / 北緯42.000度 東経130.033度  | 日本海              | 日本・奥尻島の南を通過 |
| 北緯42度0分 東経140度7分 / 北緯42.000度 東経140.117度  | 日本                | 北海道 — 檜山振興局 — 渡島総合振興局 - 大沼の北西端を通過 |
| 北緯42度0分 東経140度53分 / 北緯42.000度 東経140.883度 | 太平洋              | |
| 北緯42度0分 東経143度9分 / 北緯42.000度 東経143.150度  | 日本                | 北海道 — 日高振興局 - 襟裳岬の北を通過 |
| 北緯42度0分 東経143度15分 / 北緯42.000度 東経143.250度 | 太平洋              | |
| 北緯42度0分 西経124度13分 / 北緯42.000度 西経124.217度 | アメリカ合衆国      | オレゴン州・カリフォルニア州境 オレゴン州・ネバダ州境 アイダホ州・ネバダ州境 アイダホ州・ユタ州境 ワイオミング州 ネブラスカ州 アイオワ州 イリノイ州 - シカゴを通過                                                   |
| 北緯42度0分 西経87度39分 / 北緯42.000度 西経87.650度   | ミシガン湖          | |
| 北緯42度0分 西経86度33分 / 北緯42.000度 西経86.550度   | アメリカ合衆国      | ミシガン州 |
| 北緯42度0分 西経83度11分 / 北緯42.000度 西経83.183度   | エリー湖            | |
| 北緯42度0分 西経82度58分 / 北緯42.000度 西経82.967度   | カナダ              | オンタリオ州 |
| 北緯42度0分 西経82度29分 / 北緯42.000度 西経82.483度   | エリー湖            | |
| 北緯42度0分 西経80度26分 / 北緯42.000度 西経80.433度   | アメリカ合衆国      | ペンシルバニア州 (エリー郡) ニューヨーク州・ペンシルバニア州境 ニューヨーク州 コネチカット州 - マサチューセッツ州との境のすぐ南を通過 ロードアイランド州 - マサチューセッツ州との境のすぐ南を通過 マサチューセッツ州 |
| 北緯42度0分 西経70度42分 / 北緯42.000度 西経70.700度   | ケープコッド湾      | |
| 北緯42度0分 西経70度5分 / 北緯42.000度 西経70.083度    | アメリカ合衆国      | マサチューセッツ州 (ケープコッド) |
| 北緯42度0分 西経70度2分 / 北緯42.000度 西経70.033度    | 大西洋              | |
| 北緯42度0分 西経8度53分 / 北緯42.000度 西経8.883度     | スペイン            | |
| 北緯42度0分 西経8度39分 / 北緯42.000度 西経8.650度     | ポルトガル          | |
| 北緯42度0分 西経8度7分 / 北緯42.000度 西経8.117度      | スペイン            | |

## アメリカ合衆国

州境になっている北緯42度線

北緯42度線はニューヨーク州とペンシルバニア州との境になっている。1785年から1786年に行われた不完全な測量の結果、実際の緯線のまわりを曲がりくねって設定されていた。北緯42度線の州境近くのこの領域はツインティアーズとして知られる。
北緯42度線は1819年のアダムズ＝オニス条約に基づくスペイン帝国（ヌエバ・エスパーニャ）とアメリカ合衆国との国境であった。1848年のグアダルーペ・イダルゴ条約により、メキシコの北部（メキシコ割譲地）がアメリカ合衆国へ割譲された。この結果、かつてのメキシコ割譲地の北側の州（カリフォルニア州・ネバダ州・ユタ州）の北の州境、それに接するオレゴン州・アイダホ州の南の州境が北緯42度線となった。

## カナダ
北緯42度線はエリー湖を通過するが、カナダとアメリカ合衆国のエリー湖における国境は北緯42度線よりも南を通る。オンタリオ州のポイントピーリーとピーリー島が北緯42度線よりも南に飛び出ている。